# メンタリング
メンタリング（英語：mentoring）とは、新入社員や後輩に対して、上司による指示とは別に、先輩社員が助言・指導する行為や人材育成手法のこと。指示や命令によらず、メンター（mentor）と呼ばれる指導者が、対話による気づきと助言により、被育成者たるプロテジェ（protégé）ないしメンティー（mentee）本人と、関係を結び自発的・自律的な発達を促す方法である。
プロテジェがメンターから指導・支援されるこの関係をメンター制度（メンターせいど）またはメンターシップ（mentorship）と呼ぶ。1980年代にアメリカ合衆国の企業で導入されるようになり、時に人生設計まで相談に乗るため、チューターやコーチングより役割が幅広く、メンター自身の成長につながるメリットもある。

## 歴史的メンター制度
語源は、ホメーロスの『オデュッセイア』に登場するメントールに由来する。しかしながら実際に物語に登場するメントールは、オデュッセウスの息子であるテーレマコスの苦境において、女神アテナが姿を変え、行き先を助言をしただけの老人である。
歴史的に主要なメンターシップの系統には古代ギリシャの少年愛、ヒンドゥー教・仏教のグル‐シシヤ関係、ユダヤ教のラビやキリスト教教会の中での師弟関係、中世ヨーロッパのギルドにおける丁稚奉公が含まれる。
歴史的に有名なメンターとプロテジェ：
- ソークラテースとプラトーン
- プラトーンとアリストテレース
- アリストテレースとアレクサンドロス3世
- タルソスのパウロとテモテ
- エズラ・パウンドとT・S・エリオット
- アンドリュー・カーネギーとナポレオン・ヒル
- ベンジャミン・メイズとマーティン・ルーサー・キング・ジュニア
- 諸葛亮と姜維
- 乙川弘文とスティーブ・ジョブズ
- ジョン・コーザインとバラック・オバマ

## 類型
公的なものと非公的なものの二つに分かれる。非公的なものは彼ら自身でパートナーを組むものである一方、公的なメンターシップは他者から割り当てられたものであり、従業員の教育のための組織的メンタリングである。
よく計画された公的メンタリング計画では、計画のゴール、スケジュール、（メンターとメンティーへの）トレーニング、評価がある。メンティーはメンターから彼らの夢を追うよう促される。

## 現代のメンター制度
社内でのメンター制度では、豊富な知識と職業経験を有した先輩社員（メンター）が、後輩社員（メンティ）に対して行う個別支援活動である。キャリア形成上の課題解決を援助して個人の成長を支えるとともに、職場内での悩みや問題解決をサポートする役割を果たす。
組織管理や人材育成において従来のような中央集権型の管理体制の硬直性が指摘されるにいたり、よりフレキシブルな末端への権限委譲型の組織管理・人材育成が志向されるようになった。こうした傾向から、上司や上官の指示通り動く人材ではなく、自ら考え判断する能力が強く求められるようになり、自律的な組織・人材を管理・育成するメンタリングの手法は注目されている。
メンターにとっては負担になる面もあるため、導入・運用にあたっては、メンタリングを業務の一環と位置付けて評価する必要がある。

## 関連文献
- Alliance for Excellent Education. (2005) Tapping the potential: Retaining and developing high-quality new teachers. Washington, DC: Alliance for Excellent Education.
- Boreen, J., Johnson, M. K., Niday, D., & Potts, J. (2000). Mentoring beginning teachers: guiding, reflecting, coaching. York, Maine: Stenhouse Publishers.
- Carger, C.L. (1996). The two Bills: Reflecting on the gift of mentorship. Peabody Journal of Education, 71(1), 22-29.
- Cheng, M. & Brown, R. (1992). A two-year evaluation of the peer support pilot project. Evaluation/Feasibility Report, Toronto Board of Education. ED 356 204.
- Clinard, L. M. & Ariav, T. (1998). What mentoring does for mentors: A cross-cultural perspective. European Journal of Teacher Education, 21(1), 91-108.
- Cox, M.D. (1997). Walking the tightrope: The role of mentoring in developing educators as professionals, in Mullen, C.A.. In M.D. Cox, C.K. Boettcher, & D.S. Adoue (Eds.), Breaking the circle of one: Redefining mentorship in the lives and writings of educators. New York: Peter Lang.
- Daloz, L. A. (1999). Mentor: Guiding the journey of adult learners. San Francisco: Jossey-Bass.
- Kram, K. E. (1985). Mentoring at work: Developmental relationships in organizational life. Glenview, IL: Scott, Foresman.
- Scherer, Marge (ed.). (1999) A better beginning: Supporting and mentoring new teachers. Alexandria, Virginia: Association for Supervision and Curriculum Development.
- Project Blue Lynx, by Dan Ward. メンタリングの新しいアプローチを探求した国防調達大学のジャーナル記事。